# Manic GT
Vous lisez un « bon article » labellisé en 2021.
La Manic GT est une voiture de sport construite au Québec, de 1969 à 1971, par le manufacturier automobile québécois Automobiles Manic. Basée sur un châssis de Renault 8, la Manic GT est le projet de l'entrepreneur Jacques About, ex-employé de Renault au Canada.
Mû par un moteur de 1,3 litre développant jusqu'à 105 chevaux de puissance, le petit coupé peut atteindre une vitesse de pointe supérieure à 200 km/h. Sa carrosserie de fibre de verre est fabriquée à la main dans des usines près de Montréal puis collée à un châssis fabriqué par Renault.
Sa présentation dans les salons et expositions en 1969 et 1970 suscite un engouement, mais les problèmes d'approvisionnement et de flux de trésorerie mettent rapidement en échec le projet de produire une voiture de sport québécoise. Au total, 168 Manic GT ont été produites en deux ans.

## Histoire

### Genèse
Jacques About, né en France le 14 février 1938, passe sa petite enfance au Viêt Nam, mais retourne en France pour y finir ses études secondaires ; en 1955, il émigre au Québec. Après avoir obtenu son diplôme du Collège Stanislas, il exerce nombre de professions, notamment professeur d'éducation physique, journaliste sportif, analyste de l'industrie automobile et pilote de course.
À la fin des années 1960, en tant qu'employé du service des relations publiques pour Renault, Jacques About est chargé d'évaluer la faisabilité de l'importation de la berlinette Alpine A110 au Canada. À cette époque, Alpine est une entreprise indépendante (absorbée par Renault en 1974) partageant la motorisation et le réseau de concessionnaires de Renault. Bien que les conclusions de l'étude soient positives, Renault choisit de ne pas importer l'Alpine. About quitte Renault peu de temps après.
Encouragé par les résultats de son étude, About fonde, en 1968 en pleine Révolution tranquille, « Les Automobiles Manic Inc. » afin de poursuivre le projet de développer un coupé sport abordable destiné au marché nord-américain. Le nom, inspiré de celui de la centrale hydroélectrique Manic-5, réfère à « l'immensité du territoire québécois, au prestige et à la solidité », mais aussi à la puissance de l'ouvrage.

### Course automobile
À la recherche d'un financement et afin d'augmenter sa visibilité, About fonde l'écurie Manic avec Maurice Gris, un ancien collègue mécanicien chez Renault. Il construit une monoplace sous licence de la société française Groupe de recherche en automobiles de course (GRAC) pour les courses de Formule France. Au Canada, la Manic GRAC est engagée en Formule C. 
En 1968, Serge Soumille, qui a rencontré Jacques About par l'entremise de Jacques Duval, devient rapidement son homme de confiance. About lui confie le volant de la monoplace et le mandate pour dessiner une berlinette deux places.
La Manic GRAC connaît un certain succès, notamment en établissant des records de piste sur les circuits de Saint-Jovite et Mosport, ce qui contribue à attirer l'attention et rehausser la crédibilité de la jeune entreprise. 
La société se lance ultérieurement dans le développement d'une voiture sport-prototype d'endurance, la Manic PA-II, lancée en 1970. En même temps qu'il connaît des succès en course, le constructeur planche sur un prototype de voiture de route, la Manic GT. Selon Serge Soumille, l'entreprise poursuit le but récursif « de fabriquer des voitures de route pour financer des voitures de compétition », qui augmentent la visibilité de la compagnie, permettant ainsi d'attirer des capitaux pour fabriquer plus de voitures.

### Prototype et production

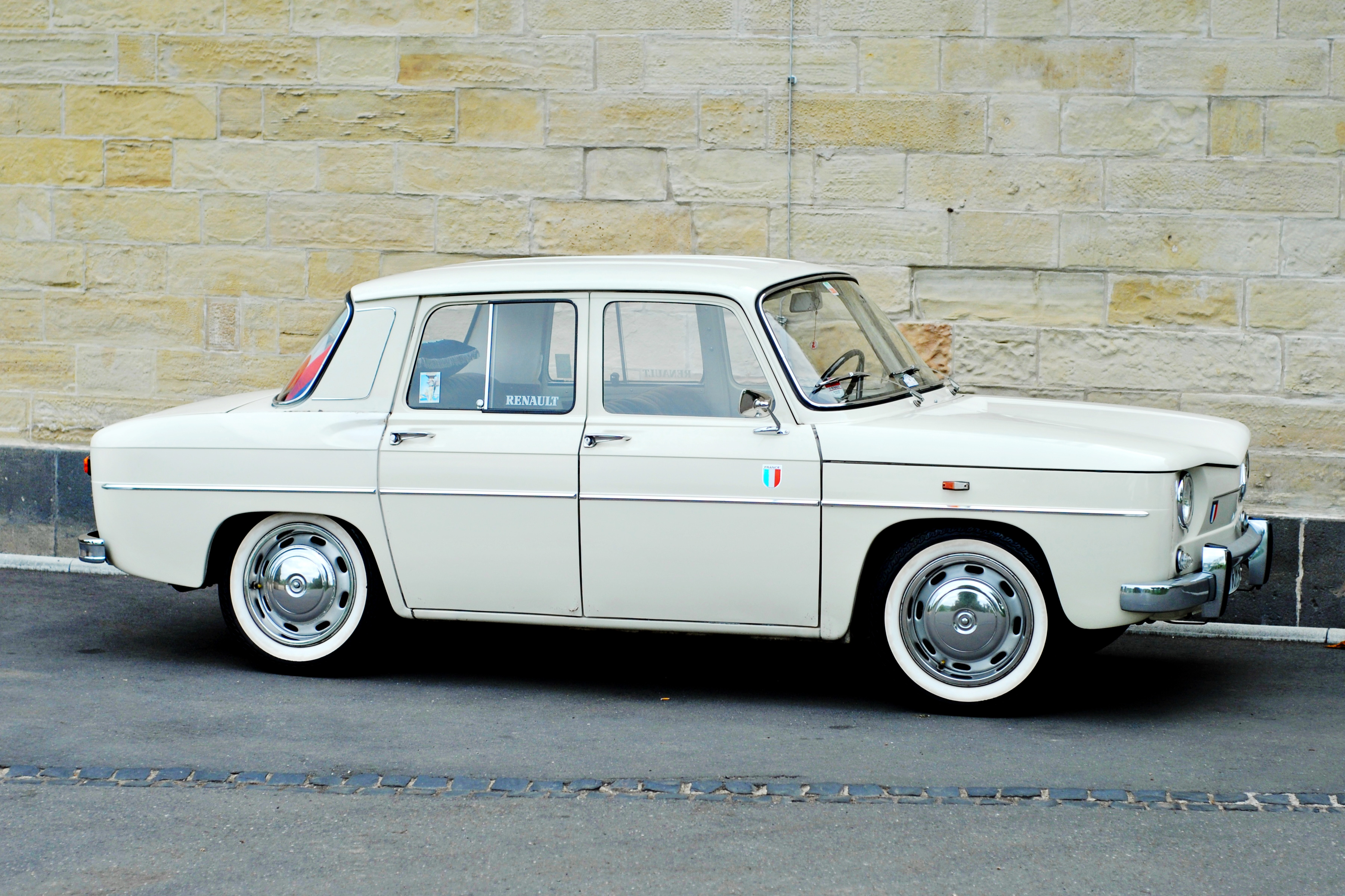
La plateforme de la Renault 8 sert de base à la conception de la GT.

Serge Soumille, responsable du design et Maurice Gris, chef mécanicien, basent leur automobile sur la plate-forme de la Renault 8,. 
En concevant la carrosserie de fibre de verre de la GT, Soumille crée une signature visuelle « canadienne », avec un museau inspiré de modèles européens et un arrière affichant une influence américaine. Les deux concepteurs se servent du châssis, des garnitures et de la plupart des autres composants de la Renault pour créer la GT. 
Un prototype est construit dans un petit garage de Greenfield Park. Manquant de temps, l'équipe en présente au public une version inachevée (il manque une portière), au Salon de l'auto de Montréal en avril 1969. La voiture est annoncée au prix de 3 384 $ entièrement équipée, entrant dans la même catégorie de prix que la Ford Mustang et la Chevrolet Camaro,.
La première Manic GT est construite avec le soutien financier d'un petit groupe d'avocats de Montréal, sympathisants du projet. La production est entreprise en octobre 1969 dans l'ancienne usine de Biltrite Furniture, dans le Vieux-Terrebonne, en attendant la construction d'une usine définitive,. About obtient le soutien financier de Bombardier, de la famille Steinberg, de la Caisse de dépôt, de la Banque Royale et de la Banque Provinciale. L'Office du crédit industriel du Québec consent à un prêt de 350 000 $ et le gouvernement du Canada accorde une subvention de 345 000 $ pour que la compagnie s'établisse dans la « région défavorisée » de Granby. La capitalisation initiale atteint plus de 1 500 000 $. 

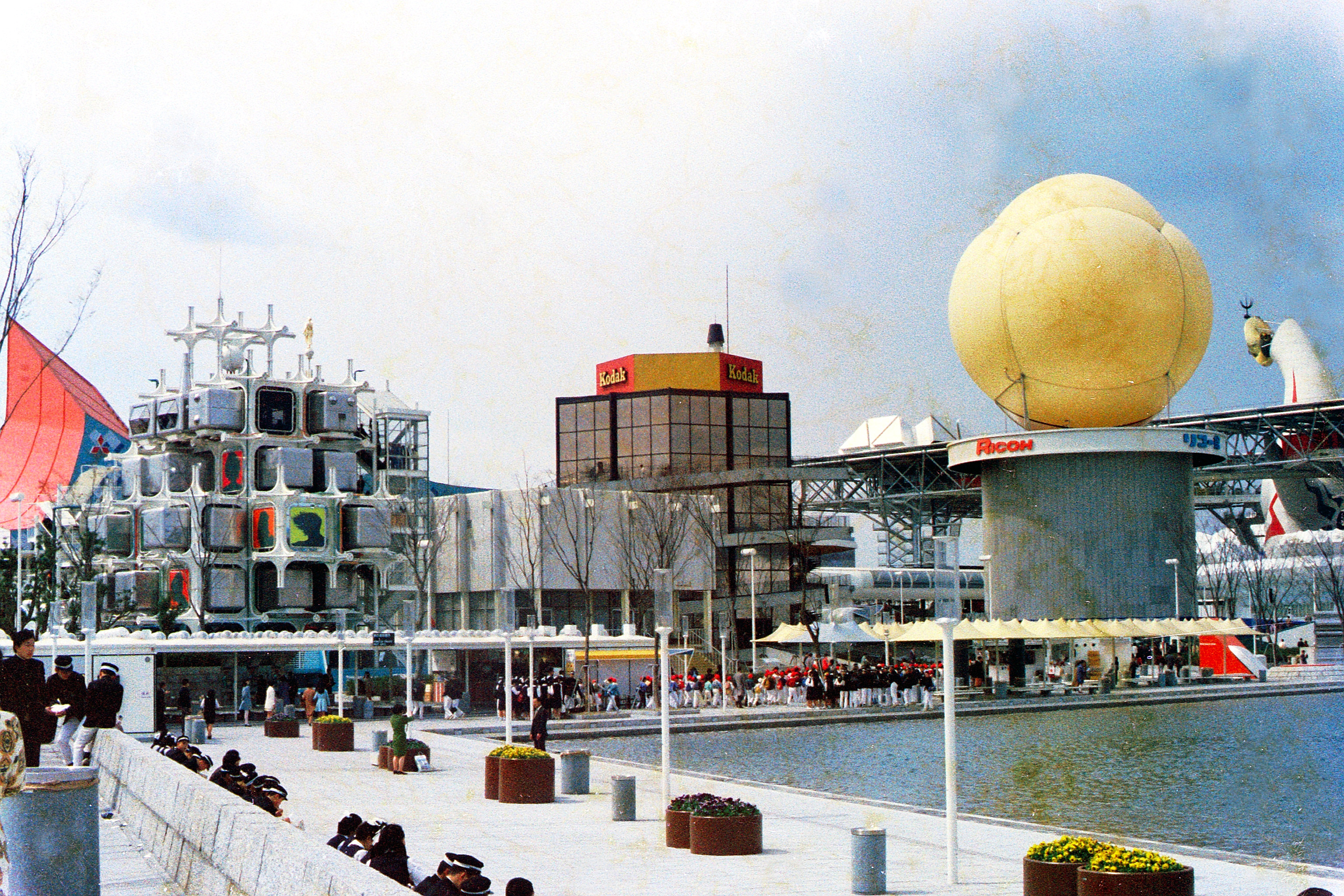
La Manic GT est présentée à Expo 70.

Maintenant dans sa forme finale de production, la GT fait une autre apparition au Salon de l'auto de Montréal, en 1970, aux côtés du Manic-GRAC et du PA-II. La Manic GT suscite alors un certain engouement. À l'issue de son exposition au Salon de l'auto de Montréal en 1970, un concessionnaire américain en réserve 1 000 exemplaires. La voiture est également présentée au Pavillon du Québec à l'Exposition universelle d'Osaka au Japon. Cependant, la fabrication artisanale montre ses limites. Jacques Duval rapporte que le modèle de présérie manque de soin dans sa construction ; de nombreux défauts de finition intérieure et extérieure causent notamment des infiltrations d'eau dans l'habitacle. 
About restructure l'entreprise et la rebaptise Les Automobiles Manic (1970) Ltée. Une usine d'une superficie de 60 000 pi2 (5 574 m2) est construite sur la rue Cowie à Granby puis inaugurée le 1er janvier 1971 avec quarante employés. L'usine est conçue de manière à produire cinq voitures par jour, soit 1 300 à 2 000 voitures par an,,. La première voiture produite à l'usine de Granby est livrée dans la même semaine.
Pendant que sont construits les modèles de série, l'équipe de conception planche sur une version de course de la GT : sans phare, équipée d'une carrosserie ultra-légère et d'un moteur de Renault 8 Gordini. Entre-temps, la GT est homologuée avec succès pour la vente aux États-Unis en avril 1971. Une GT est ensuite exposée au Salon de l'auto de New York en 1971.

### Problèmes avec Renault
Malgré sa capacité supérieure à l'ancienne, la nouvelle usine produit peu de voitures. L'atelier rencontre rapidement des problèmes d'approvisionnement en pièces auprès de Renault. Le manufacturier français, dont la production est perturbée par des grèves et des conflits sociaux en France, livre les boîtes de vitesses, les moteurs et les trains avant sans les boulons nécessaires à leur fixation. Manic tente de répondre à ses besoins en achetant des pièces auprès de concessionnaires Renault au Mexique et en Espagne,. Le jeune manufacturier doit stocker des pièces ou ralentir le rythme de production au gré des arrivages.
Le gouvernement du Québec promet son appui à Manic moyennant un apport accru de capitaux de la part des actionnaires, ce qui n'arrive pas. Les bailleurs de fonds exigent plutôt que Renault essuie les pertes encourues par les retards de livraison, ce que Renault refuse de faire ; aucun nouveau capital n'est donc injecté,. 
Manic menace alors Renault de suspendre ses paiements, ce qui aggrave leur relation. Renault, qui avait promis une distribution de la GT via son réseau de concessionnaires, se désintéresse du projet.

### Faillite

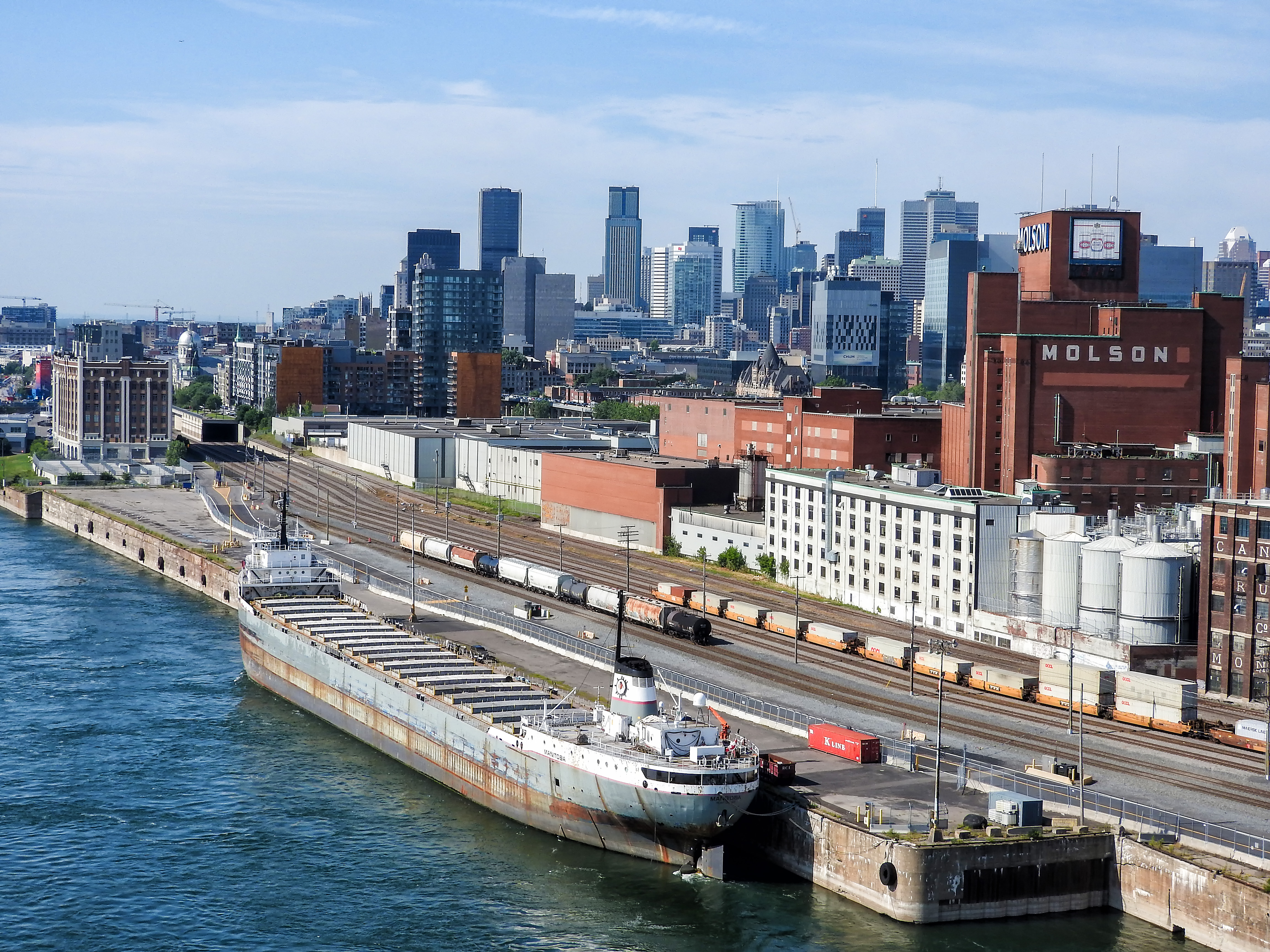
Les pièces importées de France sont retenues dans le port de Montréal, alors que Manic est incapable de les dédouaner.

Les problèmes d'approvisionnement plombent la chaîne de montage et retardent les ventes. Avec de faibles liquidités, Manic ne parvient plus à dédouaner les pièces arrivant au port de Montréal. Les problèmes de trésorerie ont raison de l'entreprise qui ferme l'usine en mai 1971 et déclare faillite le 8 juin suivant, après avoir produit 160 exemplaires de sa GT,,. 
About tente, sans succès, de relancer l'entreprise avec la fabrication de deux modèles : une évolution de la GT et une voiture sport haut de gamme qui concurrencerait les Lamborghini et Pininfarina. Il réussit même à conclure un accord avec un manufacturier américain pour s'approvisionner en pièces malgré la faillite.
Un syndic finit par liquider l'entreprise. Maurice Gris, le premier à être embarqué dans l'aventure d'About, est le dernier des 120 employés licenciés par le syndic. About termine de rembourser ses créanciers treize ans après la faillite.

## Description technique

### Châssis et carrosserie

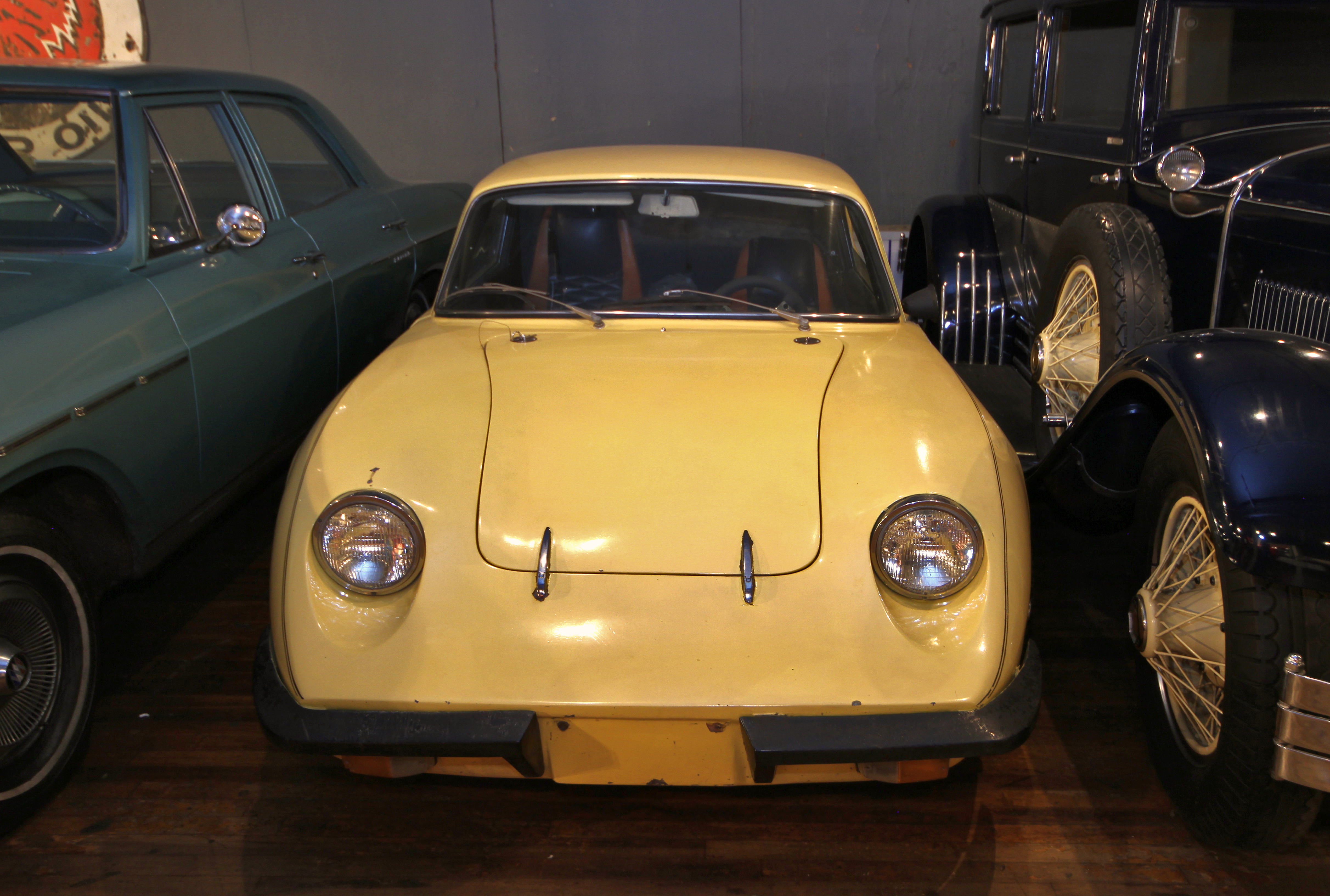
La Manic GT a un petit gabarit.

Le véhicule a un empattement de 2 280 mm, une longueur de 4 127 mm et une hauteur de 1 143 mm, l'une des plus faibles chez les véhicules de série de l'époque. 
La voiture est construite sur un châssis de Renault 8. La carrosserie en fibre de verre moulée est collée plutôt que boulonnée au châssis. Afin d'assurer une rigidité accrue à la carrosserie de même qu'une protection supplémentaire en cas de renversement, un arceau d'acier est ajouté à la custode.
La structure s'avère au fil du temps peu résistante à la corrosion. Le mode d'assemblage de la carrosserie entrave la possibilité de restaurer le châssis, tandis que ce dernier pourrit après une exposition à quatre ou cinq hivers.

### Mécanique

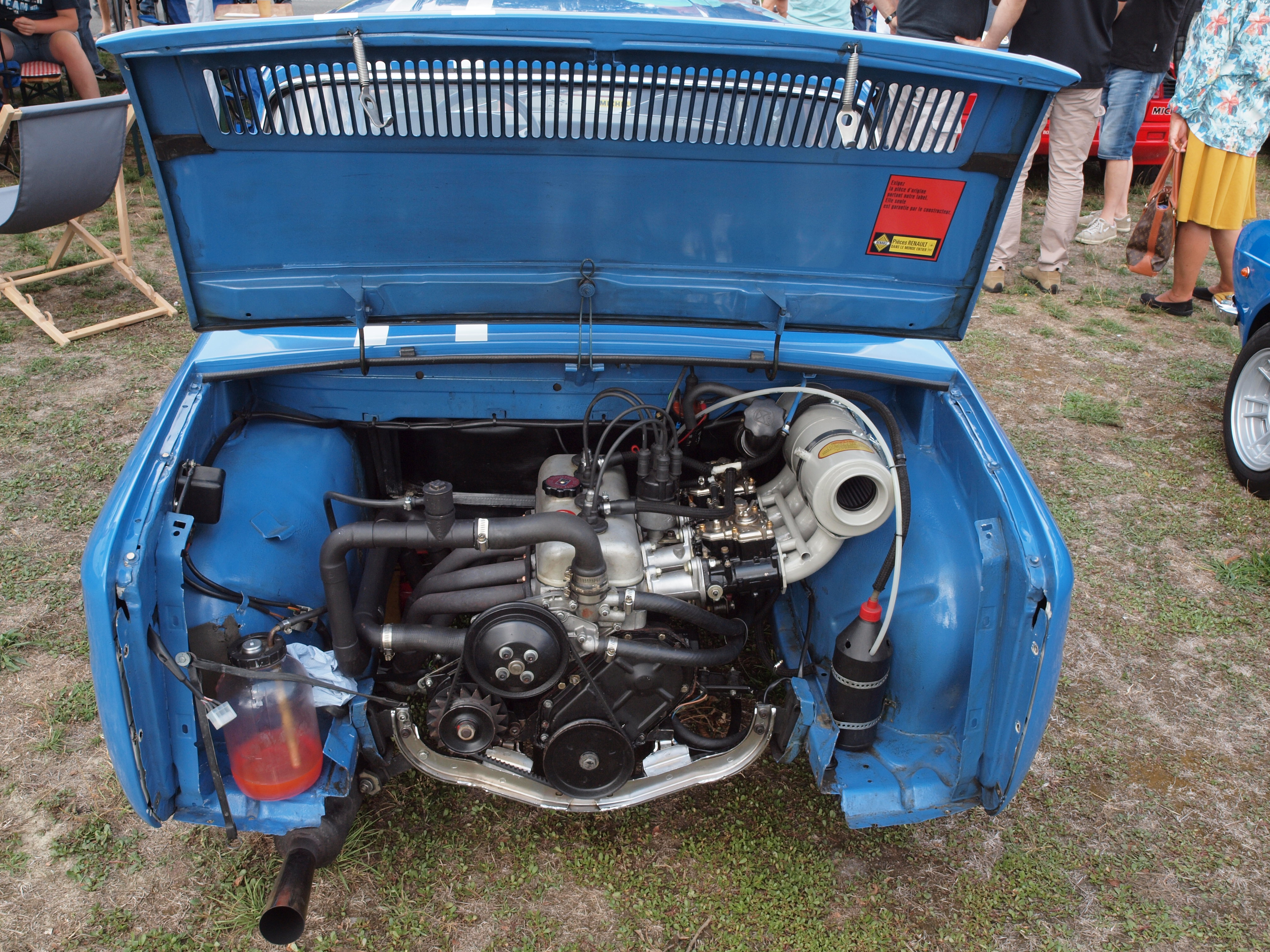
Un moteur Cléon-Fonte sous le capot d'une Renault 8.

Un moteur Cléon-Fonte à quatre cylindres en ligne avec un bloc en fonte, anime la Manic GT. Ce moteur est monté en porte-à-faux arrière. La cylindrée du modèle de présérie est de 1 108 cm3 alors que le modèle de production est doté d'un moteur de 1 289 cm3. La direction est à crémaillère, la suspension est indépendante aux quatre roues via des ressorts hélicoïdaux et des amortisseurs télescopiques. Des freins à disque sont montés sur les quatre roues. Une barre antiroulis est présente à l'avant. 
Trois configurations du groupe motopropulseur sont proposées, développant des puissances de 65, 80 et 105 ch, et permettant d'atteindre des vitesses de pointe de 169, 193 et 217 km/h. La puissance est transmise aux roues arrière grâce à une boîte manuelle à quatre vitesses de série ; une boîte à cinq vitesses est disponible en option.
Du design aérodynamique de la carrosserie et du «feathery weight» (« poids plume ») du véhicule résulte une consommation de carburant de 6,7 l/100 km.

### Habitacle
L'habitacle compte deux sièges baquets. Peu d'espace est prévu pour les bagages des occupants. 
La position de conduite, rapprochée du sol, s'apparente à celle d'une voiture de course,. 
Les instruments et cadran du tableau de bord (pression d'huile, température, ampèremètre) de la version de série proviennent de la Renault 16 tandis que la version de présérie est équipée de boutons et de témoins lumineux. En outre, la version de base de la GT est équipée d'une « foule d'accessoires » tels qu'un autoradio fonctionnant sur les bandes AM et FM, une lunette arrière munie d'un dégivreur, un cadran compte-tours et un volant en cuir.

### Performances et tenue de route
Avec le groupe motopropulseur de base (moteur de 65 ch et boîte à quatre rapports), Jacques Duval mesure une accélération de 0 à 60 mi/h (97 km/h) en 13,5 s, ainsi qu'une vitesse de pointe à 100 mi/h (161 km/h). Duval note une chute « importante » du régime de moteur entre le troisième et le quatrième rapport de vitesse.
Quant à la tenue de route, Duval rapporte une conduite « agréable », similaire à celle d'une voiture de course. Le comportement de la voiture « inspire confiance » de façon générale mais la tenue de route du coupé devient « délicate et imprévue » sous la pluie. Le poids réparti sur l'essieu arrière cause une perte d'adhérence rapide sur des chaussées glissantes. Néanmoins, la légèreté relative du train avant et le sous-virage qui en résulte ne sont notables que lorsque la voiture est poussée à la limite.